# Bazální metabolický výdej
Bazální metabolický výdej (bazální metabolismus, zkráceně BMR z anglického basal metabolic rate) je množství energie vydané v klidovém stavu v teplotně neutrálním prostředí na lačno (to znamená ve stavu, kdy zažívací soustava nepracuje, což znamená u lidí 12 hodin půstu). Výdej energie v tomto stavu je dán pouze prací (fungováním) životně důležitých orgánů, jako srdce, plíce, mozek a zbytek nervového systému, jater, ledvin, pohlavních orgánů, svalů a kůže. BMR se snižuje s věkem a ztrátou svalové hmoty. Naopak se zvyšuje díky kardiovaskulárnímu cvičení a nárůstu svalové hmoty. Nemoc, konzumované jídlo a nápoje, teplota prostředí a množství stresu může ovlivnit klidový energetický výdej.
BMR je měřen za velice přísných podmínek, kdy je osoba bdělá, ale v celkově klidném stavu. Přesné měření BMR vyžaduje, aby subjekt byl zcela klidný a nervový systém nebyl stimulován. Běžnějším, velice podobným měřením je klidový energetický výdej (RMR, z anglické resting metabolic rate) měřený za méně striktních pravidel.

## Vzorec pro odhad BMR
Existuje několik vzorců, podle kterých lze vypočítat odhad BMR pro člověka zadaných parametrů. První významnou rovnicí byla ta vytvořená v roce 1918 Harrisem a Benedictem.
BMR u žen
BMR = 655,0955 + (9,5634 × váha v kg) + (1,8496 × výška v cm) − (4,6756 × věk v letech) kcal/den
BMR u mužů
BMR = 66,473 + (13,7516 × váha v kg) + (5,0033 × výška v cm) − (6,755 × věk v letech) kcal/den
V posledních letech BMR klesá.